# Mammillaria erythrosperma
Mammillaria erythrosperma ist eine Pflanzenart aus der Gattung Mammillaria in der Familie der Kakteengewächse (Cactaceae). Das Artepitheton erythrosperma bedeutet ‚mit rotem Samen‘.

## Beschreibung
Mammillaria erythrosperma wächst Polster bildend. Die kugeligen bis kurz zylindrischen, dunkelgrünen Triebe sind 4 bis 5 Zentimeter hoch und 4 bis 5 Zentimeter im Durchmesser groß. Die Warzen sind zylindrisch geformt. Die Axillen sind mit haarigen weißen Borsten besetzt. Die 1 bis 3 Mitteldornen sind gelb mit bräunlich roter Spitze und bis zu 1 Zentimeter lang. Der Unterste ist oft auch gehakt. Die 15 bis 20 Randdornen sind dünn weiß und 0,8 bis 1 Zentimeter lang.
Die karminroten Blüten sind bis zu 1,5 Zentimeter lang wie auch im Durchmesser groß. Die rosaroten Früchte sind lang. Sie enthalten dunkelrote bis schwärzliche Samen.

## Verbreitung, Systematik und Gefährdung
Mammillaria erythrosperma ist im mexikanischen Bundesstaat  San Luis Potosí verbreitet.
Die Erstbeschreibung erfolgte 1918 durch Friedrich Bödeker. Nomenklatorische Synonyme sind Ebnerella erythrosperma (Boed.) Buxb. (1951), Chilita erythrosperma (Boed.) Buxb. (1954), Neomammillaria erythrosperma (Boed.) Y.Itô (1981) und Krainzia erythrosperma (Boed.) Doweld (2000).
Mammillaria erythrosperma wird in der Roten Liste gefährdeter Arten der IUCN als „Least Concern (LC)“, d. h. als in der Natur nicht gefährdet, eingestuft.

## Nachweise